# هيو كونيل
هيو كونيل (بالإنجليزية: Hugh Connell)‏ هو سياسي أسترالي، ولد في 12 يونيو 1884، وتوفي في 31 يناير 1934. حزبياً، نشط في حزب العمال الأسترالي. وقد انتخب عضو الجمعية التشريعية نيو ساوث ويلز.